# Ralph Fiennes
Ralph Fiennes, (IPA: [reɪf faɪnz],  Ipswich, Suffolk, 1962. december 22. –) BAFTA-, Tony- és Európai Filmdíjas angol színpadi, film- és szinkronszínész.

## Fiatalkora
Édesapja Mark Fiennes (1933–2004) fényképész, édesanyja Jennifer Lash (Jini Fiennes) (1939–1993) regényíró volt. Hat testvér közül ő a legidősebb. Ő és még négy testvére a szórakoztatóiparban kezdett dolgozni: Ralph öccsével, Josephfel, színészi pályára lépett, Magnus zenész, húga, Sophie producer, Martha rendező lett. Jacob, aki Joseph ikertestvére, vadőrnek ment.
Gyermekkorában a család sokat költözött, így mindig új emberekkel találkoztak, új barátokat szereztek, és a kreativitásukra is jó hatással volt a sok utazás. A Fiennes gyerekek anyjuktól tanultak otthon, majd Ralph magániskolába, majd középiskolába ment. Itt kezdte érdekelni a színészet, de egyben kitűnően rajzolt is. A középiskola után a festészetet választotta, és beiratkozott a londoni Chelsea-i Művészeti és Formatervezési Főiskolára. Tanulmányait itt nem fejezte be, helyette 1983-ban a királyi akadémiára (Royal Academy of Dramatic Art) jelentkezett színészetet tanulni. Itt ismerte meg későbbi feleségét, a színésznő Alex Kingstont (Vészhelyzet). 
Miután elvégezte az iskolát, 1987-ben a Királyi Nemzeti Színház (Royal National Theatre), egy évvel később pedig a Shakespeare-társulat (Royal Shakespeare Company) tagja lett, ahol klasszikusokban játszott (Rómeó és Júlia, Lear király) .

## Pályafutása
1991-ben, egy brit tv-film által vált ismertté (A Dangerous Man: Lawrence After Arabia), melyben a főszerepet játszotta. Első mozisikerét a következő évben forgatott Üvöltő szelek című film hozta meg. Hidegvérű játéka miatt választották ki a Schindler listája egyik szerepére, mellyel beírta magát a filmtörténetbe. Alakításáért a legjobb mellékszereplő Oscar-díjára jelölték: ezt nem kapta meg, de a Brit Filmakadémia díját igen. 
A következő évben Robert Redford oldalán játszott a Kvíz Show című filmben, két évvel ezután pedig Az angol beteg című filmben nyújtott alakítása révén gyűjtött be újabb Oscar-jelölést. Igazán rossz kritikákat először az Oscar és Lucinda című filmben játszott miniszter szerepéért kapott. Mégsem ez volt a mélypont, hisz a következő filmje, a Bosszúállók egyesek szerint az év legrosszabb filmje lett. A húga által rendezett Anyegin után a Szabó István rendezte, magyarországi zsidó családról szóló A napfény íze című filmben is láthattuk, amely a nemzetközi filmpiacon sok elismerő kritikát is kapott.
Voldemort negatív szerepében ismerhette meg a nagyközönség, a gonosz varázslót 2005 és 2011 alakította a Harry Potter-filmekben.

## Magánélete
Színészi tanulmányai alatt ismerte meg Alex Kingstont (Vészhelyzet), akivel 10 év ismeretség után házasodtak össze 1993-ban, de a kapcsolat 1997-ben válással végződött. 1995-ben kezdődött következő kapcsolata a nála 17 évvel idősebb Francesca Annisszal, aki az édesanyját játszotta a Hamletben. A páros útjai 2006-ban váltak szét, miután a pletykalapok arról kezdtek írni, hogy Fiennes megcsalta párját Cornelia Crisan román énekesnővel. 2006 végén a hírek szerint Ellen Barkin amerikai színésznővel randevúzott.
2007. február 11-én a Qantas légitársaság utaskísérőjét, Lisa Robertsont meggyanúsították, majd elbocsátották munkahelyéről, mivel bebizonyosodott, hogy 2007. január 24-én, egy Darwinból Mumbaiba tartó járaton munkaidejében szexelt Fiennesszal a mosdóban. Robertson azt állította, Fiennes követte őt a mosdóba és ő volt a kezdeményező. Későbbi interjúkban azonban elmondta, hogy az eset kölcsönös flörttel kezdődött: azzal a szándékkal ment a mosdóba a színésszel, hogy ott szexel vele, a románc pedig Fiennes mumbai szállodájában folytatódott. Fiennes nem tagadta le az esetet, de a szóvivője elmondta, a színész nem erőltetett semmit.[forrás?]

## Filmográfia

### Film

#### Rendező és producer
| Év   | Magyar cím                            | Eredeti cím         | Feladatkör | Feladatkör |
| Év   | Magyar cím                            | Eredeti cím         | Rendező    | Producer   |
| ---- | ------------------------------------- | ------------------- | ---------- | ---------- |
| 1999 | Anyegin                               | Onegin              | Nem        | Vezető     |
| 2011 | Coriolanus                            | Coriolanus          | Igen       | Igen       |
| 2013 | A titokzatos szerető                  | The Invisible Woman | Igen       | Nem        |
| 2018 | The White Crow – Rudolf Nurejev élete | The White Crow      | Igen       | Igen       |
| 2021 | King’s Man: A kezdetek                | The King's Man      | Nem        | Vezető     |

#### Színész
| Év   | Magyar cím                                      | Eredeti cím                                      | Szerep                                     | Magyar hang          |
| ---- | ----------------------------------------------- | ------------------------------------------------ | ------------------------------------------ | -------------------- |
| 1992 | Üvöltő szelek                                   | Wuthering Heights                                | Heathcliff                                 | Lux Ádám             |
| 1992 | Üvöltő szelek                                   | Wuthering Heights                                | Heathcliff                                 | Szabó Sipos Barnabás |
| 1993 | A maconi gyermek                                | The Baby of Mâcon                                | a püspök fia                               |                      |
| 1993 | Schindler listája                               | Schindler's List                                 | Amon Göth                                  | Forgács Péter        |
| 1994 | Kvíz-show                                       | Quiz Show                                        | Charles Van Doren                          | Selmeczi Roland      |
| 1995 | Strange Days – A halál napja                    | Strange Days                                     | Lenny Nero                                 | Viczián Ottó         |
| 1996 | Az angol beteg                                  | The English Patient                              | Almásy László gróf                         | Kautzky Armand       |
| 1997 | Játék és szenvedély                             | Oscar and Lucinda                                | Oscar Hopkins                              | Czvetkó Sándor       |
| 1998 | Bosszúállók                                     | The Avengers                                     | John Steed                                 | László Zsolt         |
| 1998 | Egyiptom hercege                                | The Prince of Egypt                              | Ramszesz (hangja)                          | Vincze Gábor Péter   |
| 1999 | A napfény íze                                   | Sunshine                                         | Sonnenschein Ignác / Sors Ádám / Sors Iván | Szakácsi Sándor      |
| 1999 | Anyegin                                         | Onegin                                           | Jevgenyij Anyegin                          | Szakácsi Sándor      |
| 1999 | Egy kapcsolat vége                              | The End of the Affair                            | Maurice Bendrix                            | Csankó Zoltán        |
| 1999 | Micimackó: Az ajándékok ideje                   | Seasons of Giving                                | narrátor (hangja)                          |                      |
| 2000 | A csodatevő                                     | The Miracle Maker                                | Jézus (hangja)                             |                      |
| 2002 | Pók                                             | Spider                                           | Dennis 'Spider' Cleg                       | Szakácsi Sándor      |
| 2002 | A jó rabló                                      | The Good Thief                                   | Tony Angel (stáblistán nem szerepel)       |                      |
| 2002 | A vörös sárkány                                 | Red Dragon                                       | Francis Dolarhyde                          | Kautzky Armand       |
| 2002 | Álmomban már láttalak                           | Maid in Manhattan                                | Chris Marshall                             | Szakácsi Sándor      |
| 2002 | Álmomban már láttalak                           | Maid in Manhattan                                | Chris Marshall                             | Czvetkó Sándor       |
| 2005 | Elrabolva                                       | The Chumscrubber                                 | Mayor Michael Ebbs                         |                      |
| 2005 | Kromofóbia                                      | Chromophobia                                     | Stephen Tulloch                            | László Zsolt         |
| 2005 | Az elszánt diplomata                            | The Constant Gardener                            | Justin Quayle                              | Forgács Péter        |
| 2005 | Wallace és Gromit és az elvetemült veteménylény | Wallace & Gromit in The Curse of the Were-Rabbit | Victor Quartermaine (hangja)               | Csankó Zoltán        |
| 2005 | A fehér grófnő                                  | The White Countess                               | Todd Jackson                               | Kőszegi Ákos         |
| 2005 | Harry Potter és a Tűz Serlege                   | Harry Potter and the Goblet of Fire              | Voldemort                                  | Forgács Péter        |
| 2006 | Vakok földjén                                   | Land of the Blind                                | Joe                                        | Kautzky Armand       |
| 2007 | Harry Potter és a Főnix Rendje                  | Harry Potter and the Order of the Phoenix        | Voldemort                                  | Forgács Péter        |
| 2008 | Erőszakik                                       | In Bruges                                        | Harry                                      | Forgács Péter        |
| 2008 | A hercegnő                                      | The Duchess                                      | William Cavendish, Devonshire 5. hercege   | Kautzky Armand       |
| 2008 | A felolvasó                                     | The Reader                                       | Michael Berg                               | Kautzky Armand       |
| 2008 | A bombák földjén                                | The Hurt Locker                                  | csapatvezető                               | Forgács Péter        |
| 2009 | Harry Potter és a Félvér Herceg                 | Harry Potter and the Half-Blood Prince           | Voldemort (cameo)                          |                      |
| 2010 | Kisvárosi Rock ’n’ Roll                         | Cemetery Junction                                | Mr. Kendrick                               | Csankó Zoltán        |
| 2010 | Nanny McPhee és a nagy bumm                     | Nanny McPhee and the Big Bang                    | Lord Gray                                  | Forgács Péter        |
| 2010 | A titánok harca                                 | Clash of the Titans                              | Hadész                                     | Forgács Péter        |
| 2010 |                                                 | The Wildest Dream                                | George Mallory                             |                      |
| 2010 | Harry Potter és a Halál ereklyéi 1. rész        | Harry Potter and the Deathly Hallows Part I      | Voldemort                                  | Forgács Péter        |
| 2011 | Harry Potter és a Halál ereklyéi 2. rész        | Harry Potter and the Deathly Hallows Part II     | Voldemort                                  | Forgács Péter        |
| 2011 | Coriolanus                                      | Coriolanus                                       | Coriolanus                                 | Forgács Péter        |
| 2012 | A titánok haragja                               | Wrath of the Titans                              | Hadész                                     | Forgács Péter        |
| 2012 | Skyfall                                         | Skyfall                                          | Gareth Mallory / M                         | Csankó Zoltán        |
| 2012 | Szép remények                                   | Great Expectations                               | Magwitch                                   | Kőszegi Ákos         |
| 2013 | A titokzatos szerető                            | The Invisible Woman                              | Charles Dickens                            | Kautzky Armand       |
| 2014 | A Grand Budapest Hotel                          | The Grand Budapest Hotel                         | Monsieur Gustave H.                        | Csankó Zoltán        |
| 2014 |                                                 | Two Women                                        | M.A. Rakitin                               |                      |
| 2015 | Vakító napfényben                               | A Bigger Splash                                  | Harry Hawkes                               | Csankó Zoltán        |
| 2015 | Spectre – A Fantom visszatér                    | Spectre                                          | Gareth Mallory / M                         | Forgács Péter        |
| 2016 | Ave, Cézár!                                     | Hail, Caesar!                                    | Laurence Laurentz                          | Csankó Zoltán        |
| 2016 | Kubo és a varázshúrok                           | Kubo and the Two Strings                         | Holdkirály (hangja)                        | Csankó Zoltán        |
| 2017 | Lego Batman – A film                            | The Lego Batman Movie                            | Alfred Pennyworth (hangja)                 | Borbély László       |
| 2017 |                                                 | Sea Sorrow (dokumentumfilm)                      | Prospero                                   |                      |
| 2018 | Antonius és Kleopátra                           | National Theatre Live: Antony & Cleopatra        | Antonius                                   |                      |
| 2018 | The White Crow – Rudolf Nurejev élete           | The White Crow                                   | Alexander Pushkin                          |                      |
| 2018 | Holmes és Watson                                | Holmes & Watson                                  | Moriarty professzor                        | Kautzky Armand       |
| 2019 | A Lego-kaland 2.                                | The Lego Movie 2: The Second Part                | Alfred Pennyworth (hangja)                 | Mertz Tibor          |
| 2019 | Hivatali titkok                                 | Official Secrets                                 | Ben Emmerson                               |                      |
| 2020 | Dolittle                                        | Dolittle                                         | Barry (hangja)                             | Kautzky Armand       |
| 2021 | Ásatás                                          | The Dig                                          | Basil Brown                                |                      |
| 2021 | Nincs idő meghalni                              | No Time to Die                                   | Gareth Mallory / M                         | Forgács Péter        |
| 2021 | Bocsánatos bűn                                  | The Forgiven                                     | David Henninger                            | Forgács Péter        |
| 2021 | King’s Man: A kezdetek                          | The King's Man                                   | Orlando Oxford                             | Rátóti Zoltán        |
| 2022 | A menü                                          | The Menu                                         | Slowik séf                                 | Csankó Zoltán        |
| 2023 | Henry Sugar csodálatos története (rövidfilm)    | The Wonderful Story of Henry Sugar               | Roald Dahl / Rendőr                        | Csankó Zoltán        |
| 2024 | Konklávé                                        | Conclave                                         | Thomas Lawrence bíboros                    | Rátóti Zoltán        |
| 2024 | A visszatérés                                   | The Return                                       | Odüsszeusz                                 |                      |
| 2025 | 28 évvel később                                 | 28 Years Later                                   | Dr. Kelson                                 | Rátóti Zoltán        |
| 2025 |                                                 | The Choral                                       | Dr. Guthrie                                |                      |
| 2026 |                                                 | 28 Years Later: The Bone Temple                  | Dr. Kelson                                 |                      |

### Televízió
| Év        | Magyar cím                            | Eredeti cím                            | Szerep                 | Magyar hang     | Megjegyzések           |
| --------- | ------------------------------------- | -------------------------------------- | ---------------------- | --------------- | ---------------------- |
| 1990      | Arábiai Lawrence: egy veszélyes ember | A Dangerous Man: Lawrence After Arabia | Thomas Edward Lawrence | Szakácsi Sándor | tévéfilm               |
| 1991      | Első számú gyanúsított                | Prime Suspect                          | Michael                |                 | minisorozat (2 epizód) |
| 2008      | Bernard és Doris                      | Bernard and Doris                      | Bernard Lafferty       | Hirtling István | HBO tévéfilm           |
| 2011      | Nyolcadik oldal                       | Page Eight                             | Alec Beasley           | Csankó Zoltán   | tévéfilm               |
| 2011      | Nyolcadik oldal                       | Page Eight                             | Alec Beasley           | Kautzky Armand  | tévéfilm               |
| 2011–2014 |                                       | Rev.                                   | London püspöke         |                 | 2 epizód               |
| 2014      |                                       | Turks & Caicos                         | Alec Beasley           |                 | tévéfilm               |
| 2014      | Salting the Battlefield               |                                        | Alec Beasley           |                 | tévéfilm               |

## Díjak és jelölések
Díjak
- 1993 – NYFCC Award – Legjobb férfi mellékszereplő – Schindler listája
- 1994 – BAFTA-díj – Legjobb férfi mellékszereplő – Schindler listája
- 1994 – NSFC Award, DFWFCA Award és CFCA Award – Legjobb férfi mellékszereplő – Schindler listája
- 1995 – ALFS Award – Az év brit színésze – Schindler listája
- 1995 – Tony-díj – Legjobb férfi főszereplő – Hamlet
- 1999 – Európai Filmdíj – Legjobb európai színész – A napfény íze
- 2005 – Krzysztof Kieślowski Award
- 2006 – Az UCD Dramatic Society tiszteletbeli tagsága a színházban nyújtott munkájáért
- 2007 – Spike TV's 2007 Scream Awards – A leggonoszabb gonosz – Harry Potter és a Főnix Rendje
- 2007 – The James Joyce Award of the Literary and Historical Society.
- 2018 – Európai Filmdíj – legjobb európai teljesítmény a világ filmművészetében
- 2025 – Screen Actors Guild-díj – Kimagasló szereplőgárda – Konklávé

Jelölések
- 1994 – Oscar-díj – Legjobb férfi mellékszereplő – Schindler listája
- 1994 – Golden Globe-díj – Legjobb férfi mellékszereplő – Schindler listája
- 1994 – MTV Movie Award – Legjobb áttörő alakítás – Schindler listája
- 1996 – Szaturnusz-díj – Legjobb férfi főszereplő – Strange Days – A halál napja
- 1997 – Oscar-díj – Legjobb férfi főszereplő – Az angol beteg
- 1997 – BAFTA-díj – Legjobb férfi főszereplő – Az angol beteg
- 1997 – Golden Globe-díj és Golden Satellite díj – Legjobb színészi alakítás dráma kategóriában – Az angol beteg
- 1997 – Screen Actors Guild Award – Kimagasló színészi teljesítmény – Az angol beteg
- 1997 – Screen Actors Guild Award – Kimagasló szereplőgárda – Az angol beteg
- 1999 – Annie Award – Outstanding Individual Achievement for Voice Acting in an Animated Feature Production – Egyiptom hercege
- 1999 – Arany Málna díj – Legrosszabb férfi főszereplő – Bosszúállók
- 1999 – Arany Málna díj – Legrosszabb filmes páros (Uma Thurman-nel) – Bosszúállók
- 2000 – BAFTA-díj – Best Performance by an Actor in a Leading Role – Egy kapcsolat vége
- 2000 – Genie Award – Legjobb férfifőszereplő – A napfény íze
- 2001 – ALFS Award – Az év brit színésze – Egy kapcsolat vége
- 2002 – Európai Filmdíj – Legjobb európai színész – A pók
- 2003 – Szaturnusz-díj – Legjobb férfi mellékszepelő – A vörös sárkány
- 2003 – Teen Choice Award – Csókjelenet (Jennifer Lopezzel) – Álmomban már láttalak
- 2006 – BAFTA-díj – Legjobb színész – Az elszánt diplomata
- 2006 – Annie Awards – Legjobb szinkron – Wallace & Gromit és az Elvetemült Veteménylény
- 2006 – MTV Movie Awards – Legjobb negatív hős – Harry Potter és a Tűz Serlege
- 2008 – Emmy-díj – a legjobb színész TV-filmben Bernard és Doris
- 2009 – Golden Globe-díj – a legjobb férfi epizódszereplő – A hercegnő, 2008
- 2009 – Golden Globe-díj – a legjobb színész tv-filmben – Bernard és Doris
- 2009 – Screen Actors Guild Award – a legjobb férfi főszereplő televíziós minisorozatban – Bernard és Doris
- 2012 – BAFTA-díj – Brit író, rendező vagy producer kiemelkedő debütálása – Coriolanus
- 2012 – Szaturnusz-díj – a legjobb férfi mellékszepelő – Harry Potter és a Halál ereklyéi 2.
- 2012 – MTV Movie Awards – Legjobb harc – Harry Potter és a Halál ereklyéi 2.
- 2015 – BAFTA-díj – legjobb férfi főszereplő – A Grand Budapest Hotel
- 2015 – Screen Actors Guild Award – kiemelkedő szereplőgárda – A Grand Budapest Hotel
- 2015 – Golden Globe-díj – a legjobb férfi főszereplő (vígjáték/musical) – A Grand Budapest Hotel
- 2023 – Golden Globe-díj – a legjobb férfi főszereplő (vígjáték/musical) – A menü
- 2024 – Szaturnusz-díj – a legjobb férfi főszereplő – A menü
- 2024 – Európai Filmdíj – Legjobb európai színész – Konklávé
- 2025 – Oscar-díj – Legjobb férfi főszereplő – Konklávé
- 2025 – Golden Globe-díj – a legjobb férfi főszereplő (filmdráma) – Konklávé
- 2025 – BAFTA-díj – legjobb férfi főszereplő – Konklávé
- 2025 – Screen Actors Guild-díj – Legjobb férfi főszereplő – Konklávé

## Fordítás
- Ez a szócikk részben vagy egészben  a   Ralph Fiennes on screen and stage című angol Wikipédia-szócikk fordításán alapul.  Az eredeti cikk szerkesztőit annak laptörténete sorolja fel. Ez a jelzés csupán a megfogalmazás eredetét és a szerzői jogokat jelzi, nem szolgál a cikkben szereplő információk forrásmegjelöléseként.